# Willi Koslowski
Willi Koslowski (Gelsenkirchen, 17 februari 1937 – 11 juli 2024) was een Duitse voetballer die als aanvaller speelde.     

## Carrière
Koslowski werd geboren in Gelsenkirchen. Koslowski startte zijn voetballoopbaan bij SSV Buer 07/28 waarna hij de overstap maakte naar de jeugdafdeling van FC Schalke 04. Hij heeft in zijn voetbaljaren bij FC Schalke 04 in totaal 511 wedstrijden gespeeld. Overig had hij ook gespeeld bij Rot-Weiss Essen, Eintracht Gelsenkirchen, Eintracht Duisburg en Concordia Bochum.
Op 11 april 1962 in de thuiswedstrijd tegen Uruguay maakte Koslowski zijn debuut voor Duits voetbalelftal. Hij begon in de basis en hij deed in geheel wedstrijd mee, de wedstrijd werd gewonnen met 3-0. Hij had ook gescoord in deze wedstrijd.
Koslowski beëindigde zijn voetbalcarrière in 1974. Koslowski overleed op 11 juli 2024.

## Erelijst
| Competitie          |            |            |            |            |
| Competitie          | Aantal     | Jaren      |            |            |
| Schalke 04          | Schalke 04 | Schalke 04 | Schalke 04 | Schalke 04 |
| ------------------- | ---------- | ---------- | ---------- | ---------- |
| Bundesliga          | 1          | 1957/58    |            |            |
| Individueel         |            |            |            |            |
| Topscorer DFB Pokal | 1          | 1964/65    |            |            |